# إيلايدا إلدير
إيلايدا إلدير هي ممثلة تركية ولدت في (10 فبراير 1996م) ولدت في اسطنبول. 

## أعمالها
- مسلسل العهد
- مسلسل ابنة السفير

## روابط خارجية
إيلايدا إلدير على موقع قاعدة بيانات الأفلام على الإنترنت